# NGC 6579
NGC 6579 (другие обозначения — UGC 11153, MCG 4-43-11, ZWG 142.22, PGC 61562) — галактика в созвездии Геркулес.
Этот объект входит в число перечисленных в оригинальной редакции «Нового общего каталога».